# Amphibulus salicis
Amphibulus salicis là một loài tò vò trong họ Ichneumonidae.